# Ваља Бабеј (Валча)
Ваља Бабеј (рум. Valea Babei) насеље је у Румунији у округу Валча у општини Рунку. Oпштина се налази на надморској висини од 509 m.

## Становништво
Према подацима из 2002. године у насељу је живело 304 становника, од којих су сви румунске националности.